# Tế bào thần kinh đệm
Tế bào thần kinh đệm (tiếng Anh: Neuroglia) cùng với neuron là bộ phận hợp thành của mô thần kinh.
Những tế bào này thường có nhiều nhánh, đan chéo nhau tạo thành mạng lưới có tác dụng che chở, đệm đỡ cho các thân và sợi trục của neuron. Ngoài ra chúng còn làm ranh giới ngăn cách mô thần kinh với các mô khác, tham gia vào quá trình sinh dưỡng mô thần kinh, tham gia chế tiết và sửa chữa, phục hồi các vết thương của mô thần kinh và tham gia vào việc dẫn truyền xung động thần kinh...
Trước đây, mô thần kinh đệm chỉ bao gồm những tế bào ở các trung tâm thần kinh. Ngày nay, nhiều nhànghiên cứu cho rằng mô thần kinh đệm bao gồm cả những tế bào phủ mặt trong của ống nội tủy và các buồng não, các tế bào bao quanh những neuron và các hạch thần kinh, quanh các sợi thần kinh và cả những tế bào tham gia tạo ra các tận cùng thần kinh.
Tế bào thần kinh đệm nhỏ hơn, các nhánh ngắn hơn nhiều so với neuron. Ranh giới tế bào khó phân biệt khi xem bằng kính hiển vi quang học, nhưng nhân của tế bào này dễ nhận thấy khi nhuộm bằng các thuốc nhuộm kiềm tính, có thể chia các tế bào thần kinh đệm ra nhiều loại khác nhau:
- Tế bào thần kinh đệm lợp ống nội tủy và các buồng não
- Tế bào thần kinh đệm hình sao
- Tế bào thần kinh đệm ít chia nhánh
- Tế bào thần kinh đệm nhỏ